# Epidendrum bracteolatum
Epidendrum bracteolatum är en orkidéart som beskrevs av Karel Presl. Epidendrum bracteolatum ingår i släktet Epidendrum och familjen orkidéer. Inga underarter finns listade i Catalogue of Life.